# Echinosaura keyi
Echinosaura keyi is een hagedis uit de familie Gymnophthalmidae. Het was lange tijd de enige soort uit het monotypische geslacht Teuchocercus. In 2016 werd de soort aan het geslacht Echinosaura toegekend.

## Naam
Echinosaura keyi werd voor het eerst wetenschappelijk beschreven door Thomas H. Fritts en Hobart Muir Smith in 1969. De soort werd eerder tot het niet meer erkende geslacht Teuchocercus gerekend. De soortaanduiding keyi is een eerbetoon aan George Key (1942–1999), een amateurherpetoloog die verschillende hagedissen heeft verzameld. 

## Verspreidingsgebied
De soort komt voor in delen van Zuid-Amerika en leeft endemisch in noordwestelijk Ecuador.